# Sheniqua Ferguson
Sheniqua Ferguson (ur. 24 listopada 1989 w Nassau) – bahamska lekkoatletka, sprinterka, olimpijka.
W 2008 roku została złotą medalistką mistrzostw świata juniorów w Bydgoszczy na dystansie 200 metrów. Na 100 metrów zdobyła brązowy medal. W 2009 na Mistrzostwach Świata w Berlinie zdobyła srebrny medal w sztafecie 4 × 100 metrów.

## Rekordy życiowe
- bieg na 100 metrów – 11,07 (2012)
- bieg na 200 metrów – 22,64 (2012)
- bieg na 200 metrów (hala) – 23,09 (2010)